# サンターキー
サンターキー (Santarchy) とは、クリスマス時期にサンタクロースのコスチュームを身につけ、大勢（数十〜数百人）で集まり街の中で遊ぶイベント。発祥の地であるアメリカではサンタコンと呼ばれている。
サンターキーの語源は「サンタ(Santa)」＋「アナーキー(Anarchy)」である。

## 米国のサンタコン
サンタコンは1994年にサンフランシスコで始まったイベントで、当初はクリスマスシーズンの商業主義への反対運動という性格をもっていた。

## 日本のサンターキー
2003年より東京でもスタート。フラッシュモブや2ちゃんねるの大規模オフ会に近い側面もある。
日本ではサンタウォークやその他サンタクロースの扮装をして集まる各種のチャリティ活動やボランティア活動もあるが、サンターキーは明確な違いとして「一切の目的」、「主義・主張」、「参加費等、金銭の要求」をすべて排除した、自由な集まりであることを徹底している。

### 歴史
- 2003年12月20日 サンターキーTOKYO開催[2]。
- 2004年 サンターキーTOKYO 2004開催[3]。
- 2005年 サンターキーTOKYO 2005開催[4]。
- 2006年 サンターキーTOKYO 2006 -Fullon Santadelic-開催[5]。
- 2006年12月24日 サンターキーNAGOYA 2006開催[6]。
- 2007年12月22日 サンターキーTOKYO 2007開催[7]。
- 2007年]12月22日 サンターキーNAGOYA 2007開催[8]。
- 2008年12月20日 サンターキーTOKYO 2008開催[9]。
- 2009年12月19日 サンターキーTOKYO 2009開催[10]、サンターキーOSAKA 2009開催[11]、サンターキーSAPPORO 2009開催[12]。
- 2010年12月18日 サンターキーTOKYO 2010 昼の部・夜の部開催[13]、サンターキーOSAKA 2010開催[14]。
- 2010年12月19日 サンターキーNAGOYA 2010開催[15]。
- 2011年12月17日、サンターキーTOKYO[16]、サンターキーOSAKA開催[17]。
- 2011年12月18日、サンターキーNAGOYA開催[18]。

### イベントの特異性
政治的主張やチャリティー・寄付目的、デモ行動ではないと強く明言されており、一切の目的がないことがサンターキーの大きな特徴である。日本における発起人マガリスギ.netは「サンタになる以上、そういった行為を絡めるのはナンセンスであり、もっとコズミックレベルでの遊びであるべきだ」と主張し、「現在の都会生活において失われた人間性を回復させるルネサンス」と位置づけている。

### メディアでの露出
- 2007年12月21日、J-WAVE「BOOM TOWN」にサンターキーTOKYOの発起人が出演し、イベントの紹介と告知を行った[19]。
- 2007年12月26日、日本テレビの情報番組「ラジかるッ」でサンターキーTOKYO 2007の映像が使用された[20]。
- 2009年12月19日のサンターキーTOKYOは複数台のiPhoneを使い、Ustream、Twitterを通じてリアルタイム中継された。

### 開催においての課題
2005年12月18日、より暴力的なバージョンがニュージーランドのAucklandで起きた。徐々に小規模な暴動へと発展し、サンタたちは商店での略奪行為や行き交う車に瓶を投げたり、警備員への暴行などを行った。少なくとも二名の見物人が軽傷を負い、三名が逮捕された。Aucklandサンターキーの代表者であるアレックス・ダイヤーは、世界的な現象であるクリスマスの商業化反対運動の参加者であった。
日本では2006年には天皇誕生日のため街宣行動中の右翼団体に出くわしたサンターキーの集団が「日本人として恥ずかしくないのか！」などと叫びながら追いかけ回される事件が起きた。
日本での開催は非暴力、反コマーシャリズム、主義主張の排除を徹底しており、違反したものには主催者から「業界流の対応を行う」と明言されている。